# Новосанжаровское сельское поселение
Новосанжаровское се́льское поселе́ние — муниципальное образование в Русско-Полянском районе Омской области Российской Федерации.
Административный центр — село Новосанжаровка.

## История
Статус и границы сельского поселения установлены Законом Омской области от 30 июля 2004 года № 548-ОЗ «О границах и статусе муниципальных образований Омской области».

## Население
| 2010 | 2011  | 2012  | 2013  | 2014 | 2015 | 2016 |
| ---- | ----- | ----- | ----- | ---- | ---- | ---- |
| 1125 | ↘1121 | ↘1070 | ↘1029 | ↘994 | ↘957 | ↘927 |
| 2017 | 2018  | 2019  | 2020  | 2021 | 2023 |      |
| ↘897 | ↘888  | ↘844  | ↘813  | ↘800 | ↘769 |      |

## Состав сельского поселения
| № | Населённый пункт | Тип населённого пункта       | Население |
| - | ---------------- | ---------------------------- | --------- |
| 1 | Жуковка          | деревня                      | 165       |
| 2 | Новосанжаровка   | село, административный центр | 960       |

### Упразднённые населённые пункты
- Бурле — упразднённый в 1998 году аул.
- Новосанжаровский — упразднённый в 2008 году разъезд (тип населенного пункта).